# Vòng loại Giải vô địch bóng đá thế giới 2026 – Khu vực châu Đại Dương
Vòng loại Giải vô địch bóng đá thế giới 2026 khu vực châu Đại Dương diễn ra từ ngày 6 tháng 9 năm 2024 đến ngày 24 tháng 3 năm 2025. Giải đấu năm 2026 là lần thứ 16 vòng loại khu vực châu Đại Dương được tổ chức và là lần đầu tiên OFC có suất trực tiếp tham dự World Cup.

## Thể thức
Thể thức vòng loại như sau:
- Vòng 1: 4 đội có thứ hạng thấp nhất trên bảng xếp hạng FIFA được chia thành hai cặp đấu, đội thắng trong mỗi cặp đấu sẽ gặp nhau để tìm ra đội chiến thắng chung cuộc bước vào Vòng 2.
- Vòng 2: 7 đội có thứ hạng cao nhất trên bảng xếp hạng FIFA của khu vực Châu Đại Dương và 1 đội thắng từ Vòng 1 được chia thành hai bảng 4 đội, với đội đứng nhất và nhì của mỗi bảng tiến vào Vòng 3.
- Vòng 3: 4 đội vượt qua Vòng 2 được chia thành 2 cặp đấu, đội thắng ở mỗi cặp đấu sẽ gặp nhau trong trận đấu cuối cùng. Đội thắng sẽ giành quyền vào thẳng World Cup 2026, và đội thua sẽ tham dự vòng play-off liên lục địa.

## Các đội tham dự
Tất cả 11 đội từ thành viên của OFC sẽ tham dự vòng loại.
- Samoa thuộc Mỹ
- Quần đảo Cook
- Fiji
- Nouvelle-Calédonie
- New Zealand
- Papua New Guinea
- Samoa
- Quần đảo Solomon
- Tahiti
- Tonga
- Vanuatu

## Lịch thi đấu
Dưới đây là lịch thi đấu của vòng loại châu Đại Dương cho Giải vô địch bóng đá thế giới 2026
| Vòng   | Lượt đấu   | Ngày                    | Địa điểm                        |
| ------ | ---------- | ----------------------- | ------------------------------- |
| Vòng 1 | Lượt đấu 1 | 6 tháng 9 năm 2024      | Samoa                           |
| Vòng 1 | Lượt đấu 2 | 9 tháng 9 năm 2024      | Samoa                           |
| Vòng 2 | Lượt đấu 3 | 10–12 tháng 10 năm 2024 | Fiji và Vanuatu                 |
| Vòng 2 | Lượt đấu 4 | 14–18 tháng 11 năm 2024 | New Zealand và Papua New Guinea |
| Vòng 2 | Lượt đấu 5 | 14–18 tháng 11 năm 2024 | New Zealand và Papua New Guinea |
| Vòng 3 | Bán kết    | Tháng 3 năm 2025        | New Zealand                     |
| Vòng 3 | Chung kết  | Tháng 3 năm 2025        | New Zealand                     |

## Bốc thăm
Lễ bốc thăm đã được diễn ra tại trụ sở FIFA ở Zurich, Thuỵ Sĩ vào lúc 09:00 CEST (UTC+2) ngày 18 tháng 6 năm 2024.
| Vòng 2                                        | Vòng 2                                                                     | Vòng 2                                        | Vòng 1                                                                       |
| Nhóm 1                                        | Nhóm 2                                                                     | Nhóm 3                                        | Vòng 1                                                                       |
| --------------------------------------------- | -------------------------------------------------------------------------- | --------------------------------------------- | ---------------------------------------------------------------------------- |
| 1. New Zealand (94) 2. Quần đảo Solomon (141) | 1. Fiji (153) 2. Tahiti (158) 3. Nouvelle-Calédonie (160) 4. Vanuatu (162) | 1. Papua New Guinea (168) 2. Đội thắng vòng 1 | 1. Quần đảo Cook (186) 2. Samoa thuộc Mỹ (187) 3. Samoa (192) 4. Tonga (200) |

1. ↑  Đội chiến thắng tại vòng đầu tiên vẫn chưa được xác nhận tại thời điểm bốc thăm.

## Vòng 1

### Sơ đồ
|  | Lượt đấu 1                | Lượt đấu 1 |                           |   | Lượt đấu 2 (chung kết) | Lượt đấu 2 (chung kết) |
|  |                           |            |                           |   |                        |                        |
|  | 6 tháng 9 năm 2024 – Apia |            |                           |   |                        |                        |
|  |                           |            |                           |   |                        |                        |
|  | Quần đảo Cook             | 1          |                           |   |                        |                        |
|  | Quần đảo Cook             | 1          | 9 tháng 9 năm 2024 – Apia |   |                        |                        |
|  | Tonga                     | 3          |                           |   |                        |                        |
|  | Tonga                     | 3          | Tonga                     | 1 |                        |                        |
|  | 6 tháng 9 năm 2024 – Apia |            | Tonga                     | 1 |                        |                        |
|  |                           | Samoa      | 2                         |   |                        |                        |
|  | Samoa thuộc Mỹ            | Samoa      | 2                         | 0 |                        |                        |
|  | Samoa thuộc Mỹ            |            |                           | 0 |                        |                        |
|  | Samoa                     | 2          |                           |   |                        |                        |
|  | Samoa                     | 2          |                           |   |                        |                        |

### Lượt đấu 1
| Quần đảo Cook | 1–2      | Tonga                                            |
| ------------- | -------- | ------------------------------------------------ |
| Kumsuz 63'    | FIFA OFC | - Tikoipau 27' - Polovili 39' (ph.đ.) - Kefu 79' |

| Samoa thuộc Mỹ | 0–2      | Samoa                            |
| -------------- | -------- | -------------------------------- |
|                | FIFA OFC | - Tumua 59' (ph.đ.) - Vaai 90+8' |

### Lượt đấu 2
Đội chiến thắng sẽ tiến vào vòng 2.
| Tonga          | 1–2 (s.h.p.) | Samoa                             |
| -------------- | ------------ | --------------------------------- |
| - Sonasi 45+1' | FIFA OFC     | - Salisbury 82' - Faamatau 105+3' |

## Vòng 2

### Bảng A
| VT | Đội                | ST | T | H | B | BT | BB | HS | Đ | Giành quyền tham dự |   | Nouvelle-Calédonie | Fiji | Quần đảo Solomon | Papua New Guinea |
| -- | ------------------ | -- | - | - | - | -- | -- | -- | - | ------------------- | - | ------------------ | ---- | ---------------- | ---------------- |
| 1  | Nouvelle-Calédonie | 3  | 2 | 1 | 0 | 7  | 4  | +3 | 7 | Đi tiếp vào vòng 3  |   | —                  | —    | —                | 3–1              |
| 2  | Fiji               | 3  | 1 | 2 | 0 | 5  | 4  | +1 | 5 | Đi tiếp vào vòng 3  |   | 1–1                | —    | —                | —                |
| 3  | Quần đảo Solomon   | 3  | 1 | 0 | 2 | 4  | 5  | −1 | 3 |                     |   | 2–3                | 0–1  | —                | —                |
| 4  | Papua New Guinea   | 3  | 0 | 1 | 2 | 5  | 8  | −3 | 1 |                     | — | 3–3                | 1–2  | —                |                  |

| Nouvelle-Calédonie                                      | 3–1      | Papua New Guinea |
| ------------------------------------------------------- | -------- | ---------------- |
| - Athale 20' (ph.đ.) - Gope-Fenepej 45' - Haewegene 83' | FIFA OFC | Semmy 78'        |

| Quần đảo Solomon | 0–1      | Fiji        |
| ---------------- | -------- | ----------- |
|                  | FIFA OFC | Krishna 13' |

| Quần đảo Solomon          | 2–3      | Nouvelle-Calédonie                          |
| ------------------------- | -------- | ------------------------------------------- |
| - Lea'i 9' - J. Alick 39' | FIFA OFC | - Athale 6' (ph.đ.), 59' (ph.đ.) - Waia 69' |

| Papua New Guinea                    | 3–3      | Fiji                                          |
| ----------------------------------- | -------- | --------------------------------------------- |
| - Joe 2' - Kepo 45' - Gunemba 90+4' | FIFA OFC | - Dunn 42' - Krishna 54' (ph.đ.) - Nand 90+5' |

| Fiji                    | 1–1      | Nouvelle-Calédonie |
| ----------------------- | -------- | ------------------ |
| - Krishna 45+4' (ph.đ.) | FIFA OFC | - Katrawa 59'      |

| Papua New Guinea | 1–2      | Quần đảo Solomon            |
| ---------------- | -------- | --------------------------- |
| - Semmy 90+2'    | FIFA OFC | - David 41' - Lea'alafa 68' |

### Bảng B
| VT | Đội         | ST | T | H | B | BT | BB | HS  | Đ | Giành quyền tham dự |     | New Zealand | Polynésie thuộc Pháp | Vanuatu | Samoa |
| -- | ----------- | -- | - | - | - | -- | -- | --- | - | ------------------- | --- | ----------- | -------------------- | ------- | ----- |
| 1  | New Zealand | 3  | 3 | 0 | 0 | 19 | 1  | +18 | 9 | Đi tiếp vào vòng 3  |     | —           | 3–0                  | 8–1     | —     |
| 2  | Tahiti      | 3  | 2 | 0 | 1 | 5  | 3  | +2  | 6 | Đi tiếp vào vòng 3  |     | —           | —                    | 2–0     | —     |
| 3  | Vanuatu     | 3  | 1 | 0 | 2 | 5  | 11 | −6  | 3 |                     |     | —           | —                    | —       | 4–1   |
| 4  | Samoa       | 3  | 0 | 0 | 3 | 1  | 15 | −14 | 0 |                     | 0–8 | 0–3         | —                    | —       |       |

| New Zealand                      | 3–0      | Tahiti |
| -------------------------------- | -------- | ------ |
| - Just 2' - Wood 67' - Waine 89' | FIFA OFC |        |

| Vanuatu                                   | 4–1      | Samoa         |
| ----------------------------------------- | -------- | ------------- |
| - Cooper 7' - Alick 36', 57' - Kalo 90+1' | FIFA OFC | - Viliamu 55' |

| Samoa | 0–3      | Tahiti                                    |
| ----- | -------- | ----------------------------------------- |
|       | FIFA OFC | - Kaspard 59' - Mathon 65' - T. Tehau 87' |

| New Zealand                                                                                          | 8–1      | Vanuatu     |
| --- | -------- | ----------- |
| - Garbett 11' - Wood 23', 24' - Bindon 32' - Kaltak 38' (l.n.) - Just 74' - Singh 82' - McCowatt 89' | FIFA OFC | - Tasip 17' |

| Tahiti                                      | 2–0      | Vanuatu |
| ------------------------------------------- | -------- | ------- |
| - Spokeyjack 8' (l.n.) - Mathon 67' (ph.đ.) | FIFA OFC |         |

| Samoa | 0–8      | New Zealand                                                                                        |
| ----- | -------- | -------------------------------------------------------------------------------------------------- |
|       | FIFA OFC | - McCowatt 24' - Wood 28', 34', 60' - Stamenić 62' - De Vries 75' - Just 87' - Waine 90+2' (ph.đ.) |

## Vòng 3

### Sơ đồ
|  | Bán kết                           | Bán kết     |                                 |   | Chung kết | Chung kết |
|  |                                   |             |                                 |   |           |           |
|  | 21 tháng 03 năm 2025 – Wellington |             |                                 |   |           |           |
|  |                                   |             |                                 |   |           |           |
|  | Nouvelle-Calédonie                | 3           |                                 |   |           |           |
|  | Nouvelle-Calédonie                | 3           | 24 tháng 03 năm 2025 – Auckland |   |           |           |
|  | Tahiti                            | 0           |                                 |   |           |           |
|  | Tahiti                            | 0           | Nouvelle-Calédonie              | 0 |           |           |
|  | 21 tháng 03 năm 2025 – Wellington |             | Nouvelle-Calédonie              | 0 |           |           |
|  |                                   | New Zealand | 3                               |   |           |           |
|  | New Zealand                       | New Zealand | 3                               | 7 |           |           |
|  | New Zealand                       |             |                                 | 7 |           |           |
|  | Fiji                              | 0           |                                 |   |           |           |
|  | Fiji                              | 0           |                                 |   |           |           |

### Bán kết
| Nouvelle-Calédonie                   | 3–0      | Tahiti |
| ------------------------------------ | -------- | ------ |
| - Gope-Fenepej 50', 75' - Waya 90+1' | FIFA OFC |        |

| New Zealand                                                                | 7–0      | Fiji |
| -------------------------------------------------------------------------- | -------- | ---- |
| - Wood 6', 56', 60' - Singh 16' - Bindon 23' - Payne 32' - Barbarouses 73' | FIFA OFC |      |

### Chung kết
Đội chiến thắng sẽ giành quyền tham dự World Cup 2026. Đội thua sẽ tiến vào vòng play-off liên lục địa.
| Nouvelle-Calédonie | 0–3      | New Zealand                               |
| ------------------ | -------- | ----------------------------------------- |
|                    | FIFA OFC | - Boxall 61' - Barbarouses 66' - Just 80' |

## Vòng play-off liên lục địa
Đội thua chung kết vòng 3 là Nouvelle-Calédonie sẽ cùng một đội từ AFC, CAF, CONMEBOL và hai đội từ CONCACAF tham dự vòng play-off liên lục địa. Các đội sẽ được xếp hạng dựa theo Bảng xếp hạng bóng đá nam FIFA, trong đó bốn đội có thứ hạng thấp nhất sẽ thi đấu hai trận đấu loại trực tiếp. Những đội chiến thắng sẽ gặp hai đội có thứ hạng cao nhất trong một loạt trận đấu loại trực tiếp khác; đội thắng trong các trận đấu này sẽ giành quyền tham dự FIFA World Cup 2026.

## Các đội tuyển vượt qua vòng loại

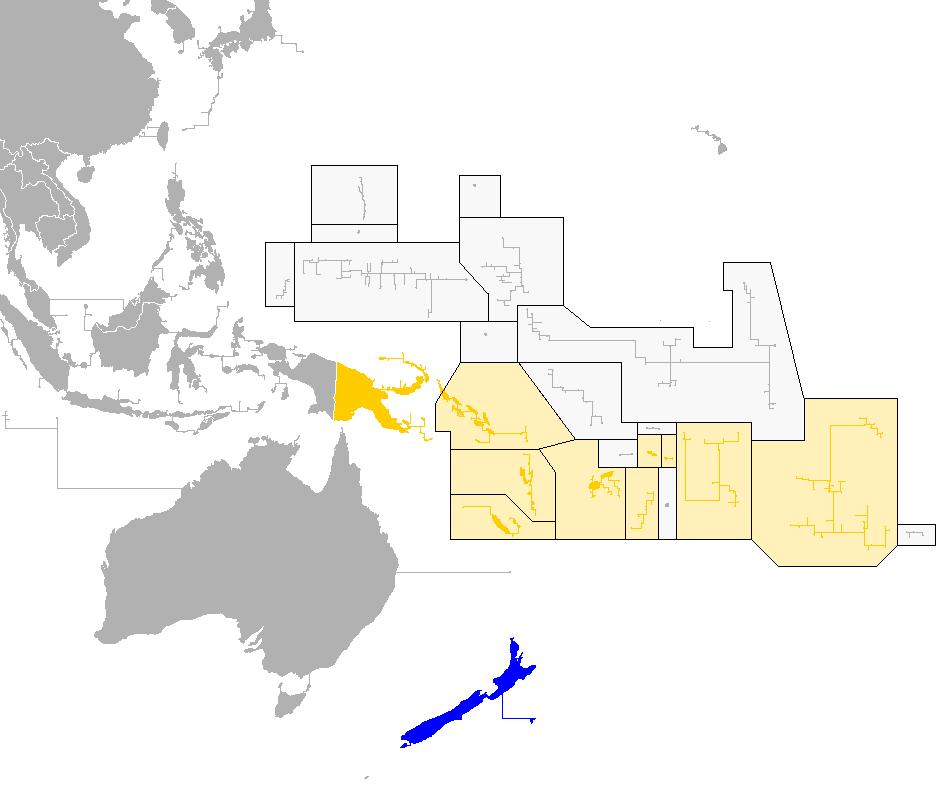
Giành quyền tham dự vòng chung kết
Có thể giành quyền tham dự vòng chung kết
Không vượt qua vòng loại
Không phải là thành viên OFC

Dưới đây là các đội tuyển từ OFC đã vượt qua vòng loại để tham dự vòng chung kết.
| Đội tuyển   | Tư cách vượt qua vòng loại | Ngày vượt qua vòng loại | Số lần tham dự Giải vô địch bóng đá thế giới trước đây |
| ----------- | -------------------------- | ----------------------- | ------------------------------------------------------ |
| New Zealand | Thắng vòng 3               | 24 tháng 3 năm 2025     | 2 (1982, 2010)                                         |

## Cầu thủ ghi bàn
Đã có 73 bàn thắng ghi được trong 18 trận đấu, trung bình 4.06 bàn thắng mỗi trận đấu.
9 bàn
- Chris Wood

4 bàn
- Elijah Just

3 bàn
- Roy Krishna
- Joseph Athale
- Georges Gope-Fenepej

2 bàn
- Kosta Barbarouses
- Tyler Bindon
- Callum McCowatt
- Sarpreet Singh
- Ben Waine
- Tommy Semmy
- Benoit Mathon
- John Alick

1 bàn
- Thomas Dunn
- Merrill Nand
- Germain Haewegene
- Jean-Jacques Katrawa
- Gérard Waia
- Lues Waya
- Michael Boxall
- Francis de Vries
- Matthew Garbett
- Tim Payne
- Marko Stamenić
- Raymond Gunemba
- Joseph Joe
- Ati Kepo
- Taci Kumsuz
- Javin Alick
- Junior David
- Micah Lea'alafa
- Raphael Lea'i
- Jefferson Faamatau
- Luke Salisbury
- Dilo Tumua
- Jarvis Vaai
- Nathan Viliamu
- Eddy Kaspard
- Teaonui Tehau
- Christopher Kefu
- Hemaloto Polovili
- Ulafala Sonasi
- Viliami Tikoipau
- Mitch Cooper
- Bong Kalo
- Jordy Tasip

1 bàn phản lưới nhà
- Brian Kaltack (trong trận gặp New Zealand)
- Johnathan Spokeyjack (trong trận gặp Tahiti)